# Ronela Hajati
Ronela Hajati (Tirana, Albânia, 2 de setembro de 1989), também conhecida como Ronela, é uma cantora, compositora e dançarina albanesa. Nascida e criada em Tirana, começou a apresentar-se em várias competições de canto e dança quando criança antes de seguir carreira na música.. Hajati é conhecida pela sua versatilidade na música, estilo e interpretação. Depois de vencer a 60ª edição do Festivali i Këngës em 2021, foi escolhida como representante da Albânia no Festival Eurovisão da Canção 2022

## Discografia

### Álbuns
- RRON (TBA)

### Singles
- "Requiem" (com Orgesa Zajmi) (2006)
- "Me ty nuk shkoj" (2007)
- "Shume Nice" (2009)
- "Kam frikë te të dua" (2009)
- "Harroje" (2010)
- "Neles" (em colaboração com Visari Skillz) (2011)
- "Nuk ka më kthim" (2012)
- "Mala Gata" (2013)
- "Mos ma lsho" (2013)
- "Veç na" (com Agon Amiga) (2014)
- "A do si kjo" (2015)
- "Amini" (2016)
- "Marre" (2016)
- "Syni i jemi" (com Young Zerka) (2016)
- "Mos ik" (2017)
- "Ladies" (2017)
- "Sonte" (com Lyrical Son) (2017)
- "Diamanta" (com Young Zerka) (2017)
- "Maje men" (2018)
- "Do ta luj" (2018)
- "Vuj" (2018)
- "Pa dashni" (2019)
- "Çohu" (em colaboração com Don Phenom) (2019)
- "Lage" (2019)
- "MVP" (2019)
- "Genjeshtar je X Pare" (2020)
- "Bardh e blu" (2020)
- "Prologue" (2021)
- "Shumë i mirë" (2021)
- "Aventura" (2021)
- "Alo" (em colaboração com Vig Poppa) (2021)
- "Leje" (em colaboração com Klement) (2021)
- "Secret" (2021)
- "Gips" (com MatoLale) (2022)

#### Singles em colaboração
- "Ka je 2x" (em colaboração com Adrian Gaxha) (2017)
- "Dilema" (em colaboração com Don Phenom) (2019)